# Арпентьев, Владимир Александрович
Владимир Александрович Арпентьев — советский хозяйственный, государственный и политический деятель.

## Биография
Родился в 1918 году. Член КПСС с 1941 года.
С 1941 года — на хозяйственной, общественной и политической работе. В 1941—1979 гг. — руководящий работник в промышленности и финансовых органах, министр финансов Молдавской ССР в 1955—1979 годах.
Избирался депутатом Верховного Совета Молдавской ССР 5-го, 6-го, 7-го, 8-го и 9-го созывов.
Умер в Кишинёве в 1986 году.